# Statenjacht

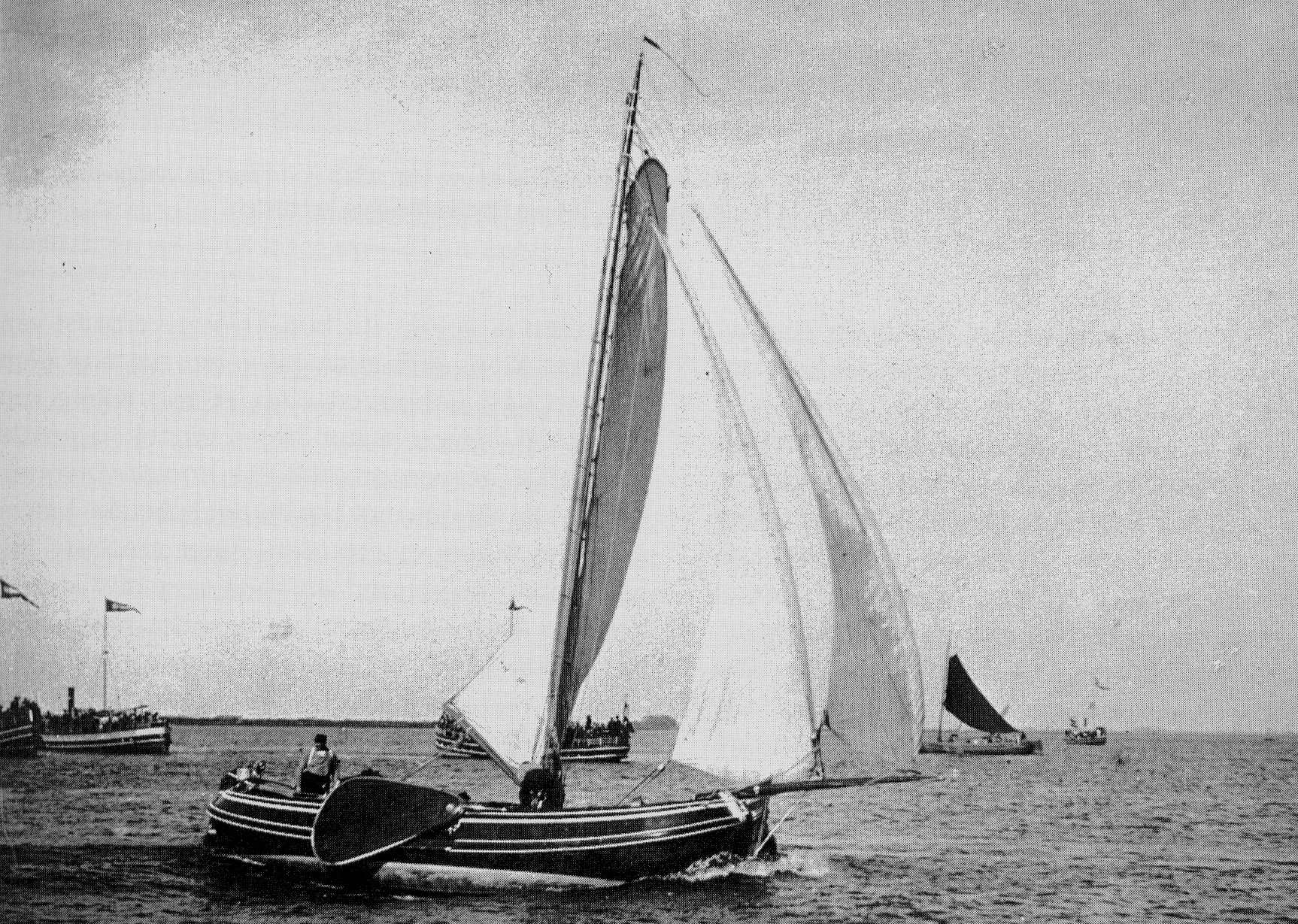
De Commissarisboeier "Friso" in 1902, sinds 1953 Statenjacht van Friesland

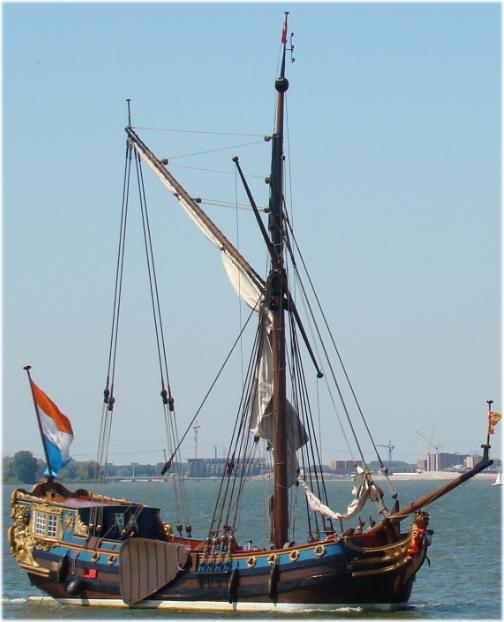
Replica van het " Statenjacht Utrecht"

Het Statenjacht is een vervoermiddel voor de leden van de Staten-Generaal. Soms wordt het ook aangeduid als het "Prinsenjacht". In het waterrijke land was het vroeger noodzakelijk dat het vervoer over water ging. Er waren 2 soorten Statenjachten, het Statenbinnenjacht en het Statenbuitenjacht. Het Statenbinnenjacht was een soort trekschuit die alleen voor de binnenwateren geschikt was. Van deze jachten zijn geen afbeeldingen bewaard gebleven. Het Statenbuitenjacht moest ook op de Zuiderzee en op de Waddenzee gebruikt kunnen worden. De gebruikte type schepen waren Spiegeljachten, Hekjachten, Paviljoenjachten enz. 

## Het Friese Statenjacht
In Friesland werd in 1632 voor het eerst gebruikgemaakt van een Statenjacht. De Hollandse Stadhouder Frederik Hendrik schonk zijn Friese neef Ernst Casimir zijn oude jacht toen hij een nieuw jacht kreeg. Het moet een zwaargebouwd schip zijn geweest, omdat deze ook tijdens veldtochten werd gebruikt. Ernst Casimir heeft waarschijnlijk geen gebruik gemaakt van het jacht, maar zijn zoon Hendrik Casimir wel. In 1640 heeft Hendrik de Staten van Friesland om een nieuw "Bequam jacht van oorloge" verzocht. Uiteindelijk zijn er in Friesland 6 Statenjachten in gebruik geweest, waarbij er in 1672 bij Zwartsluis een jacht "Verbrands ende in de Grondt geschoten....". Het laatste Statenjacht is in de Patriotten-tijd in 1796 verkocht aan Emden. 
De commissaris van de Koningin in Friesland, Binnert Philip van Harinxma thoe Slooten gaf in 1893 opdracht aan Eeltje Holtrop van der Zee om een "Commissarisboeier" te maken, zie afbeelding. Dit werd de "Friso". Deze boeier is, na enige omzwervingen, in 1953 aangeschaft om te dienen als Statenjacht voor Friesland.

## Het Utrechtse Statenjacht
Stad en Staten van Utrecht hebben van 1665 tot 1860 statenjachten in bezit gehad. Deels waren dit binnen- of trekjachten. Zij werden hoofdzakelijk gebruikt voor het schouwen van de wateren binnen het grondgebied van Utrecht en voor het vervoer van de autoriteiten naar vergaderingen of ontvangsten. In het kader van scholing en werkgelegenheid voor jongeren is er tussen 1997 en 2003 een reconstructie gebouwd van een statenjacht uit 1746. Hiervoor werden de oorspronkelijke tekeningen van scheepsbouwer Pieter van Zwijndregt (1711-1790) gebruikt. Dit schip, genaamd 'De Utrecht', ligt 's winters te Utrecht in de Veilinghaven, en vaart 's zomers vanuit Volendam. 